# Kwanza Hall

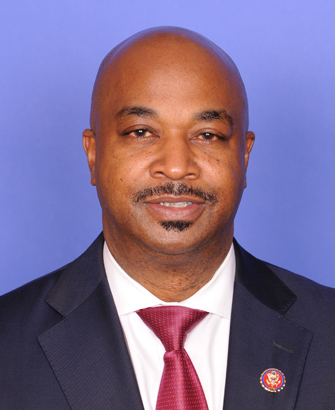
Kwanza Hall (2018)

Kwanza Hall (* 1. Mai 1971 in Atlanta, Fulton County, Georgia) ist ein US-amerikanischer Politiker der Demokratischen Partei. Vom 1. Dezember 2020 bis zum 3. Januar 2021 vertrat er den fünften Distrikt des Bundesstaats Georgia im US-Repräsentantenhaus.

## Werdegang
Kwanza Hall machte 1989 seinen Abschluss an der Benjamin E. Mays High School in seiner Heimatstadt Atlanta. Von 1989 bis 1995 besuchte er das Massachusetts Institute of Technology in Cambridge, Massachusetts. Anschließend war er im öffentlichen Dienst und als Geschäftsmann tätig. Von 2002 bis 2005 gehörte Hall dem Bildungsausschuss von Atlanta an, anschließend war er in dieser Stadt bis 2017 Mitglied des Stadtrates.
Nach dem Tod des langjährigen Kongressabgeordneten John Lewis im Juli 2020 wurde Nikema Williams vom Exekutivausschuss der Demokratischen Partei Georgias als Kandidatin für die Kongresswahlen im November desselben Jahres nachnominiert. Bei der notwendigen Nachwahl, um das Mandat für die verbleibende Zeit des 116. Kongresses zu besetzen, trat Williams nicht an. Hall war einer der Kandidaten, die sich um die unmittelbare Lewis-Nachfolge bewarben, und belegte bei der parteioffenen Wahl den ersten Platz vor Robert Michael Franklin, dem ehemaligen Präsidenten des Morehouse College. Da kein Bewerber die absolute Mehrheit der Stimmen auf sich vereinte, wurde eine Stichwahl angesetzt, in der sich Hall gegen Franklin durchsetzte. Da keine weiteren Bewerber anderer Parteien kandidierten, konnte er sein Mandat im Kongress am 1. Dezember 2020 antreten und übergab es am 3. Januar 2021 an Nikema Williams.
Hall bewarb sich in der Gouverneurswahl in Georgia 2022 um das Amt des Lieutenant Governor von Georgia. Er konnte die Primary (Vorwahl) seiner Partei 24. Mai mit 30,1 % recht klar gewinnen. Im Runoff gegen den zweitplatzierten Charlie Bailey am 21. Juni unterlag er aber mit 62,7 % mit deutlichem Abstand. Der unterlag seinerseits im Gespann mit der Kandidatin der Demokraten für den Gouverneursposten, Stacey Abrams, am 8. November 2022 mit 45,8 % der Stimmen dem Republikaner Brian Kemp und seinem Running Mate Burt Jones.